# Бурковский, Борис Васильевич
Борис Васильевич Бурковский (12 ноября 1912 — 9 марта 1985) — участник Великой Отечественной войны, капитан 2-го ранга, политический заключённый в Экибастузе и Степлаге, начальник филиала Военно-морского музея на крейсере «Аврора».

## Биография
Отец, Василий Васильевич Бурковский, калужский дворянин, чьё родовое гнездо находилось в селе Мятлево. С начала 1900-х годов служил во флоте. Был женат на дворянке. После революции служил в РККА, погиб в октябре 1941 года, защищая Ленинград на суше, от прямого попадания немецкой мины.
Борис родился 12 ноября 1912 году в Красноярске. C 1 сентября 1929 году по декабрь 1933 года курсант Высшее военно-морское училище имени Фрунзе. Есть сведения, что Б. В. Бурковский в 17 лет, то есть в 1929 году, проходил службу на крейсере "Аврора". С декабря 1933 по февраль 1934 — слушатель Специальных курсов командного состава (СККС). Прекрасно знал английский, который начал изучать ещё в школе, а затем окончательно овладел им в Военно-морской академии. Через год после начала службы был отозван в штаб Балтийского флота, как владеющий английским языком, участвовал во многих встречах советского военно-морского командования с английскими моряками. С февраля по март 1934 исполняющий должность штурмана дивизиона бригады торпедных катеров (БТК) МСБМ. С марта по ноябрь 1934 года командир звена БТК МСЧМ. С ноября 1934 по ноябрь 1935 года командир звена отдельного дивизиона торпедных катеров. С ноября 1935 по декабрь 1936 года слушатель СККС им. АзССР. С декабря 1936 по сентябрь 1938 года штурман дивизиона Отдельного дивизиона торпедных катеров Черноморского флота. С сентября 1938 по июнь 1941 года слушатель Военно-морской академии им. Ворошилова. Член ВКП(б) с 1940 года. Досрочно выпущен из Военно-морской академии в 1941 году, с 25 апреля флагманский штурман 1-й бригады торпедных катеров Черноморского флота, по другим сведениям в этой должности с июня 1941 по июнь 1942 года.

### Во время Великой Отечественной войны
Участвовал в войне с 22 июня 1941 года. В сентябре 1941 года являлся штурманом при действиях торпедных катеров на коммуникациях противника Одесса — Сулина, обеспечивал точное кораблевождение. В сентябре и октябре 1941 года дважды принимал участие в постановке мин с торпедных катеров у занятого противником Очакова, при этом обеспечивал точность постановки мин, несмотря на большие расстояния перехода. В ноябре 1941 лично руководил погрузкой имущества бригады при эвакуации из Севастополя, торпедные катера перебазировали на военные базы и порты Кавказа. С июня 1942 (по другим данным с 21 апреля 1942) по январь 1943 года исполняющий дела командира по войсковой разведке штаба Потийской военно-морской базы (ПВМБ) Черноморского флота. С 21 января 1943 по 1 февраля 1944 года помощник флагманского штурмана штаба Черноморского флота. С 1 февраля по май 1944 года флагманский штурман штаба Одесской военно-морской базы (ВМБ). С мая 1944 года начальник оперативного отдела штаба Северной ВМБ Черноморского флота. С 15 апреля 1944 после освобождения Ялты лично руководил тралением и открытием порта Ялта для базирования торпедных катеров. Осуществлял все проводки кораблей и катеров без потерь. 12 мая, командуя группой катеров охотников и прикрывая действия наших торпедных катеров в районе Севастополя, вошёл в боевое столкновение с немецкими катерами, один из которых был потоплен, а в плен были взяты 30 солдат и офицеров противника. После освобождения Севастополя с 14 июня 1944 года являлся начальником оперативного отделения Севастопольской, а в дальнейшем Главной Военно-морской базы Черноморского флота. Лично руководил встречей и проводкой конвоев в районе Главной Базы в условиях осенних штормов, проявляя личную смелость и находчивость.  3 ноября 1944 года награждён Орденом Красной звезды за выслугу лет с формулировкой «Грамотно руководит оперативно-тактической подготовкой офицеров штаба». Кроме перечисленного Бурковский участвовал в  обороне Севастополя и освобождении ещё двух городов-героев: Керчи и Новороссийска.
4—11 февраля 1945 года на Ялтинской конференции глав союзных держав был назначен офицером связи на пришедшие в Севастополь американские военные корабли, он должен был постоянно находиться на этих кораблях и общаться с американскими офицерами и с адмиралом. Знавший Бурковского по лагерю Александр Долган уточнял, что во время Ялтинской конференции капитан третьего ранга Бурковский, танцевал  с Катлин Харриман (Kathleen Harriman), дочерью американского посла в Москве. (О том, что Бурковский был прекрасным танцором, вспоминала и его солагерница Руфь Тамарина). В Ялте, по словам Бурковского, советские моряки обменивались  с союзниками  сувенирами и безделушками. Все эти три обстоятельства послужили мотивом последующего ареста.

### После войны
После войны присвоено звание капитана второго ранга. В феврале 1949 года назначен начальником отделения службы тыла Черноморского флота.

### Арест и заключение
В апреле 1950 года арестован отделом контрразведки МГБ. По словам Бурковского, в тот день он собирался на день рождения своей приятельницы и, купив торт, искал, где бы можно купить цветы. Шедший навстречу капитан первого ранга якобы узнал Бурковского:

— Бурковский?
— Точно, Бурковский!
— Бо-борис?..
— Тоже точно!
Далее на ломаном английском:
— Ялту помнишь?

— Ещё бы!
и пригласил в машину «"Помогу. Ускорю. Садись". <...> Передняя дверца открылась и молоденький, но, видно, крепыш, морской лейтенант угодливо открыл заднюю дверцу. <...> Не успела захлопнуться дверь, машина понеслась, завывая сиреной. <...> Через несколько минут мы были <...> в Крестах!». История ареста Бурковского приведена А. И. Солженицыным в «Архипелаге ГУЛАГе» как пример "ареста дневного" в отличие от типичного "ночного".
Осуждён на срок 25 лет. 4 июля 1950 года уволен из ВМС по статье 44 пункт "В" "за преступную связь с американскими моряками во время Ялтинской (Крымской) конференции". Летом 1950 года — заключённый Бутырской тюрьмы. Вместе с А. И. Солженицыным этапирован в Экибастуз, в тот момент лаготделение Степлага. Этап длился 2 месяца, с 25 июня по двадцатые числа августа 1950 года, когда конвой из Степлага привёз этап из Павлодарской  тюрьмы в Экибастуз. Узники не знали, куда их везут: Бурковский напомнил бывшему студенту физмата РГУ Солженицыну, как вычислить широту местности в день осеннего равноденствия. Нары вместе прибывших Бурковского и Солженицына оказались рядом.
Первые годы в Экибастузе был на общих работах, работал в одной бригаде каменщиков вместе со Солженицыным. Они вместе строили новое крыло барака усиленного режима (БУРа), возведение которого отражено Солженицыным в стихотворении тех лет "Каменщик" и в "Архипелаге ГУЛАГе": "Мы кладём [стену]. Нам будет вечером дополнительная каша. Носит раствор кавторанг Бурковский. Всё, что строится, — всё на пользу Родине". Последняя фраза — как бы прямая речь Бурковского. Но, возможно, А. И. Солженицын недооценил соузника. По словам П. П. Стефановского, именно Бурковский вместе с ним, Стефановским, привлекли к самодеятельности "акробатов-эксцентриков" Георгия Тэнно и Николая Жданка. Благодаря участию в самодеятельности Тэнно и Жданку удалось удачно бежать. Стефановский пишет, что "только двое [он и Бурковский] знали, предполагали, чувствовали какую-то подготовку акробатов к чему-то...". Побег Тэнно и Жданка произошёл именно тогда, когда бригада каменщиков строила БУР.
Бурковский стал прототипом кавторанга Буйновского, одного из героев повести А. И. Солженицына "Один день Ивана Денисовича", соседа снизу по вагонке [трёхэтажным нарам] главного героя повести. Читатель расстается с Буйновским, когда тот попадает в карцер:

Буйновский — в горло, на миноносцах своих привык, а в лагере трёх месяцев нет:
— Вы  права  не  имеете людей  на  морозе раздевать! Вы девятую статью уголовного кодекса не знаете!...
Имеют. Знают. Это ты, брат, ещё не знаешь.
— Вы не советские люди! — долбает их капитан.
Статью  из кодекса  ещё  терпел Волковой,  а  тут,  как  молния чёрная, передёрнулся:
— Десять суток строгого!
В основе эпизода лежат действительные события. Много позже Борис Бурковский вспоминал: «Вышел я из БУРа, как говорили заключенные, "прозрачным и звонким". Меня шатало. И вот, когда возвратился в барак, десятки рук потянулись ко мне с кусками хлеба, сахара, закрутками табака. Я подумал: а людей-то в нас не затоптали…».
В конце срока, после 1954,  Бурковский был членом Совета Актива, как пишет Солженицын, "работал сознательно и принципиально, но с большой осторожностью, всё время получая угрозы ножа, и ходил на собрания бандеровской бригады выслушивать критику своих действий".
После марта 1953 Бурковский был в лагере культоргом в Экибастузском лагере. Летом 1955 помощник культорга одной из мужских зон на Джезказганском руднике в Степлаге. Летом 1956 года освобождён и реабилитирован комиссией во главе с генералом Тодорским "по высшему разряду — с красочной грамотой о реабилитации, с немедленным возвращением всех званий и наград".

### На воле
15 сентября 1956 года Бурковский был принят на должность экскурсовода филиала Центрального военно-морского музея на крейсере «Аврора», весьма скоро после этого он стал первым заведующим недавно организованного музея. Под руководством и при активном участии Бурковского собраны архивные материалы, создана экспозиция музея. Борис Васильевич был столь увлечен музеем и историей боевого прошлого корабля, что даже несмотря на просьбу уложиться минут в двадцать — двадцать пять, мог рассказывать об «Авроре» часами, так что не только он, но и слушатели забывали про время.
Летом 1962 года Бурковский встретился с А. И. Солженицыным, пришедшим на борт крейсера. По словам Бурковского, после этого друзья-солагерники много общались, четырежды вместе ездили в Кижи.
С публикацией «Одного дня Ивана Денисовича» общественное внимание было привлечено не только к автору, но и к одному из самых узнаваемых прототипов его героев, кавторангу Бурковскому. В марте 1964 года главный редактор «Нового мира» А. Т. Твардовский, А. Д. Дементьев, В. Я. Лакшин и А. Бранин проводили читательскую конференцию в Ленинграде. На конференцию пригласили Бурковского. Когда объявили, что прототип литературного героя «кавторанг» находится в зале, аудитория встала и взорвалась аплодисментами.
Имя Бурковского дважды фигурировало в общественно-политических дискуссиях, связанных с журналом «Новый мир». 15 января 1964 года в газете «Известия» вышла статья В. Паллона «Здравствуйте, кавторанг!», посвященная судьбе Бурковского как протипа героя Солженицына. В феврале того же года решался вопрос о присуждении Солженицыну Ленинской премии. А. Т. Твардовский рассматривал эту публикацию как важный элемент поддержки кандидатуры Солженицына. Того же мнения придерживался и Самуил Маршак: «Лучшей похвалы автору и желать нельзя». В 1966 году в журнале была опубликована статья В. Кардина «Легенды и факты», в ней, в частности, автор утверждал, что никакого залпа крейсера «Аврора» 25 октября 1917 года не было. «Был один — единственный холостой выстрел», о котором писали сами матросы в газету «Правда». Бурковский выступил с критикой этой статьи, на страницах журнала «Огонек» была опубликована статья Б. В. Бурковского и А. Белычева «Недостойная задача». А. Т. Твардовский считал, что статью написал журналист «Огонька» В. В. Архипов, который по телефону договорился об авторстве с Бурковским и Белычевым.
Рассказы Бурковского были использованы при написании «Архипелага Гулага». Солженицын включил его имя в список 257 «свидетелей Архипелага», «чьи рассказы, письма, мемуары и поправки использованы при создании этой книги». Этот список был обнародован лишь в 2006 году в последнем подготовленном при жизни автора издании.
Бурковский так вспоминал свои отношения с Солженицыным и Твардовским: «Потом мы поехали в Москву, он познакомил меня с Твардовским. Встречались мы часто. Однажды Твардовский сообщил мне, что в ЦК точат зуб на Солженицына: „Боюсь, ему несдобровать, поговори с ним, чтобы был осторожнее“. Я поговорил с Сашкой, он сказал мне: „Борь, я знал, на что иду. Меня обязательно посадят. Но остановить меня уже не смогут. Мы ещё повоюем! Но я не хочу, чтобы ты пошел со мной по одному делу, не хочу разрушать твою жизнь. Если тебя будут допрашивать, говори, что мы с тобой только вспоминали жизнь в Экибастузе и виделись всего несколько раз. Если будут допрашивать меня, я скажу то же самое. Больше нам с тобой видеться нельзя! Прощай, друг!“».
Томашу Ржезачу, автору направленной против Солженицына, заказной книги «Спираль измены Солженицына» удалось взять интервью у Бурковского. Ржезач писал: «Мне очень хотелось встретиться с этим человеком. Он многое мог бы мне рассказать об обстановке в лагере, об А. И. Солженицыне. Но мне никак не везло. Наконец я нашёл его. Он охотно ответил на мои вопросы». 1 августа 1978 года (в год публикации книги Ржезача) Бурковский, проработавший главой музея на крейсере «Аврора» 22 года, неожиданно потерял своё место и был переведён сотрудником в Центральный военно-морской музей.

## Оценки современников
Поэтесса Руфь Тамарина со слов своего мужа, красновского казака Михаила Гавриловича Морозова, писала: 

«Бурковского работяги <…> не любили, хотя ни в чём предосудительном он замечен не был. Вероятно, то, что Яша Карапетян [другой культорг] внедрял в народ острым словцом и шуткой, у Бори Бурковского оборачивалось довольно занудной демагогией и какой-то, вероятно, слишком акцентированной дисциплинированностью, которую, конечно же, можно объяснить тем, что он был „военной косточкой“, военно-морским офицером, но которая вряд ли вызывала симпатию у работяг на руднике. Узнав, что Буйновский и есть тот Боря Бурковский, „кавалер“, которому меня „сватали“, я подумала, что Солженицын все же угадал. Видимо, какие-то обстоятельства спасли кавторанга от того, чтобы стать доходягой, но хребет ему все же сломали…»
Д. М. Панин, друг Солженицына по Марфинской шарашке и прообраз Сологдина из «В круге первом» писал: 

«Прообразом Буйновского в лагере был капитан второго ранга Бурковский — человек крайне ограниченный, чтобы не сказать глупый. Наши объяснения в одно его ухо входили, а в другое выходили. Хорошо хоть, что он не превратился в стукача, ибо мы его не раз предупреждали. В его голове не могла родиться мысль ни о каком протесте: он был службист до мозга костей и добровольный раб сталинской деспотии».
Александр Солженицын, друг Бурковского по Экибастузу, многократно упоминает его в своих произведениях:

Кавторанг Бурковский (новичок и 25-летник, он ещё диковато на всех смотрел, ведь он коммунист и посажен по ошибке, а вокруг — враги народа; меня он признавал лишь за то, что я — бывший советский офицер и в плену не был). «Архипелаг ГУЛАГ»

Кавторанг Бурковский. Очень советский человек… «Сквозь чад»
Однако Ф. И. Запорожец, участник сопротивления в Песчанлаге и Степлаге в своём письме в адрес организаторов Первой конференции «Сопротивление в ГУЛАГЕ», проведённой обществом «Возвращение», 19 января 1992 года пишет:

«Рад возможности назвать имена активных участников Сопротивления в Песчанлаге и Степлаге, тех, кого знал лично, с кем дружил и делил последний кусок хлеба.
Это Георгий Павлович Тэнно, Фёдор Кузнецов, Борис Прудников, Богдан Легкун, Иван Воробьев, Степан Коновалов, Василий Брюхин, Анатолий Задорожный, Михаил Келлер, Борис Васильевич Бурковский, Миколас Цибулькас и ещё целый ряд бесконечно дорогих мне имен.

К сожалению, многих уже нет в живых».

## Награды
- Медаль «За оборону Одессы»
- Медаль «За оборону Севастополя»
- Медаль «За оборону Кавказа»
- 20 июня 1944 — Орден Отечественной войны I степени[44]
- 3 ноября 1944 — Орден Красной Звезды[13]
- 19 мая 1945 — Орден Красного Знамени[44]
- 6 апреля 1985 (через месяц после смерти) — Орден Отечественной войны II степени[45]

## Сочинения
- Бурковский Б., Белычев А. Недостойная задача // Огонек. № 13. 1966.
- Бурковский  Б. В., Кулешов И. М. Крейсер "Аврора" : путеводитель по корабельному музею /  - Изд. 5-е, доп. - Ленинград : Лениздат, 1977. - 113 с.
- Бурковский  Б. В., Бартев Г. П., Скляров И. И. Крейсер "Аврора" : путеводитель по корабельному музею. - Ленинград : Лениздат, 1979. - 126 с.
- Бартев Г. П., Бурковский  Б. В., Скляров И. И. Крейсер "Аврора" : путеводитель по кораб. музею. - 2-е изд., перераб. и доп. - Ленинград : Лениздат, 1983. - 96 с.,

### Другое
- Консультант мультфильма "Аврора" (1973), режиссёр Роман Качанов, мультипликаторы: Юрий Норштейн, Елена Ливанова, Ольга Панокина[46].

### Рекомендуемые источники
- Сахарова И. В. Жена кавторанга // Нева 1991 № 11-12.